# Parker Brothers
Parker Brothers és una marca comercial dedicada a la fabricació i distribució de jocs i joguines. Durant els seus 115 anys de vida, la companyia ha distribuït més de 1800 jocs. Entre els seus jocs de taula més coneguts podem trobar el Monopoly, el Cluedo, el Risk, el Trivial Pursuit i la Ouija, entre d'altres. Actualment, Parker Brothers forma part de l'empresa de joguines Hasbro.

## Fundació
Parker Brothers va ser fundat per George Parker. La filosofia de George S. Parker en el disseny dels jocs es desvià del tema utilitzat durant l'època, que consistia en l'enaltiment dels valors i la moral humana; ell en canvi creia que els jocs simplement devien ser jugats per a entreteniment i diversió.
El 1883, a l'edat de 16 anys, va crear el seu primer joc, anomenat Banking. Banking era un joc que consistia que cada un dels jugadors havia d'intentar generar el màxim de riqueses possibles a partir del préstec d'un banc. El joc incloïa 160 cartes amb pronòstics d'èxits i fracassos. El joc es va fer tant popular entre els amics i la família que el seu germà, Charles Parker, el va empènyer a publicar-lo. George va intentar publicar la idea en dues empreses diferents a Boston, sense èxit. Lluny de desanimar-se, George es va gastar 40 dòlars per publicar el seu joc de banca. Va poder vendre'n 12 còpies, aconseguint uns 100 dòlars de benefici.
Va ser aleshores quan va fundar, el 1883, la seva empresa de jocs George S. Parker Company a Salem (Massachusetts). Quan el seu germà Charles s'uní a l'empresa, el 1888, la companyia modificà el nom pel que té en l'actualitat : Parker Brothers (Germans Parker). Deu anys més tard, el 1898, el tercer germà de la família, Edward H. Parker, s'uní a la companyia. Durant molts anys, George va dissenyar els jocs inventant-se les normes ell mateix.
Molts dels jocs estaven basats en els esdeveniments importants del moment: Klondike es va basar en la febre de l'or de Klondike a Alaska, i Guerra a Cuba es va basar en la Guerra d'Independència cubana.
La indústria del joc va créixer, i la companyia va esdevenir molt lucrativa. El 1906, Parker Brothers va publicar el joc Rook, el joc de cartes amb més èxit fins al moment, el qual ràpidament va esdevenir el més venut dels Estats Units d'Amèrica. A principis del segle xx, tot i que eren molt cars, el passatemps amb puzles tenia tant d'èxit als Estats Units que Parker Brothers va deixar de fabricar altres menes de jocs i va dedicar tota la seva producció als puzles en 1909 Durant la Gran Depressió, al mateix temps que moltes empreses van haver de tancar portes, Parker Brothers van llançar al mercat el conegut joc de taula Monopoly. Originalment, la companyia va refusar el projecte l'any 1934, però finalment el van publicar durant l'any següent. Va ser un èxit instantani, i fins i tot la companyia va tenir problemes en l'abastiment de tota la demanda generada. L'empresa va anar creixent durant les següents dècades, produint jocs de taula tant populars com Cluedo, Risk, i Sorry!.
Després de la mort de George Parker, l'empresa va seguir essent una empresa familiar, fins que l'any 1963 el holding General Mills va comprar la companyia. Després d'això, va llançar al mercat el seu primer joc, Nerf ball, el qual va ser un altre èxit a nivell nacional. El 1970, creà el joc de taula la Fuga de Colditz. A finals dels anys 70 i a principis dels 80, la companyia va començar a fabricar versions electròniques dels seus jocs de taula més importants, produint també una sèrie de videojocs que esdevingueren molt populars, com ara Sega's Frogger i Gottlieb's Q*Bert.
Durant l'any 1980, General Mills es va fusionar amb el holding Kenner. L'empresa resultant es va anomenar Kenner Parker Toys Inc., la qual va ser adquirida per Tonka, l'any 1987, que en 1988 es va fer amb els drets de Trivial Pursuit. Finalment, l'any 1991, Tonka, incloent-hi Parker Brothers, va ser comprada per Hasbro.